# Schwäbisches Handwerkermuseum

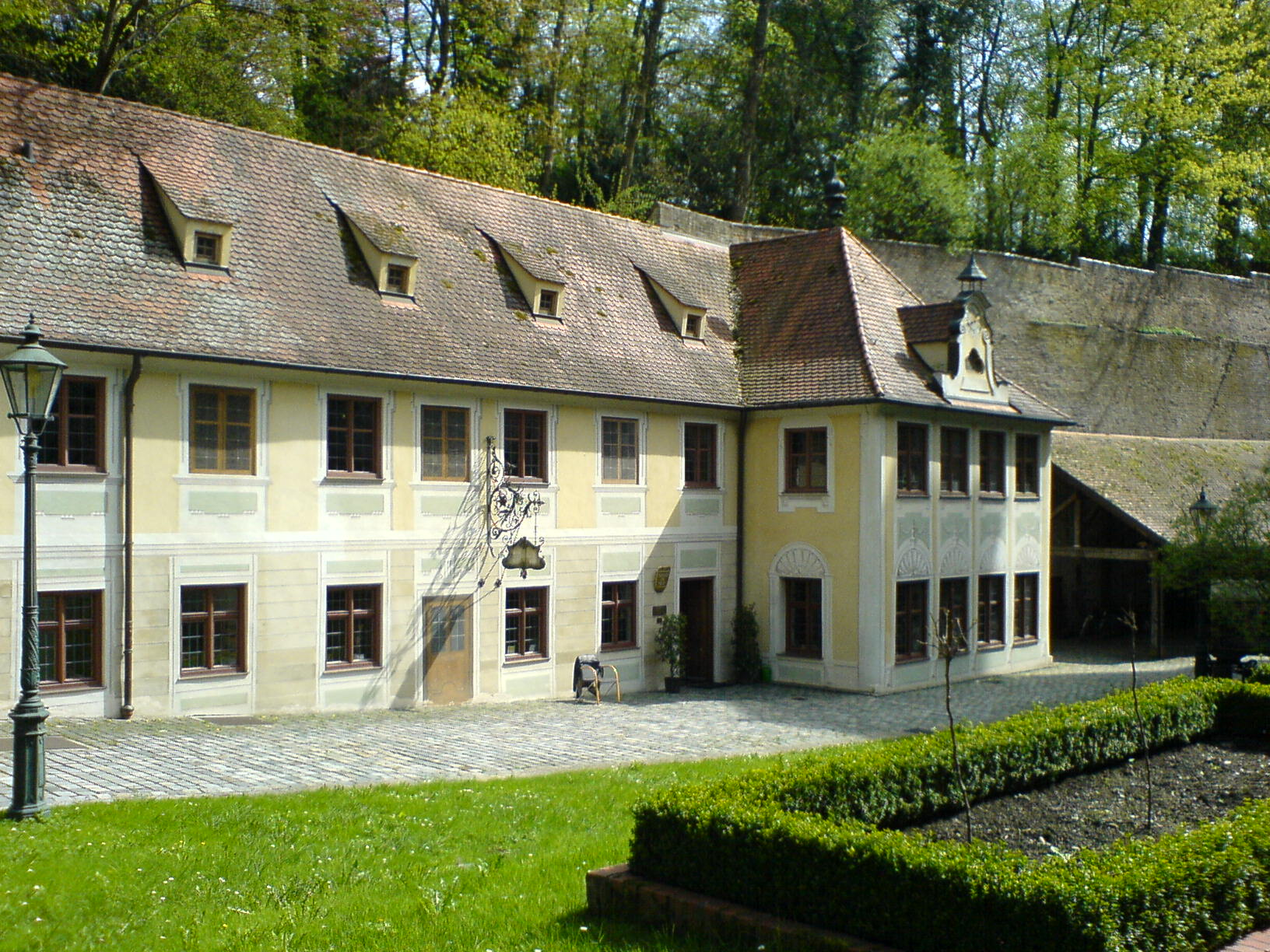
Schwäbisches Handwerkermuseum

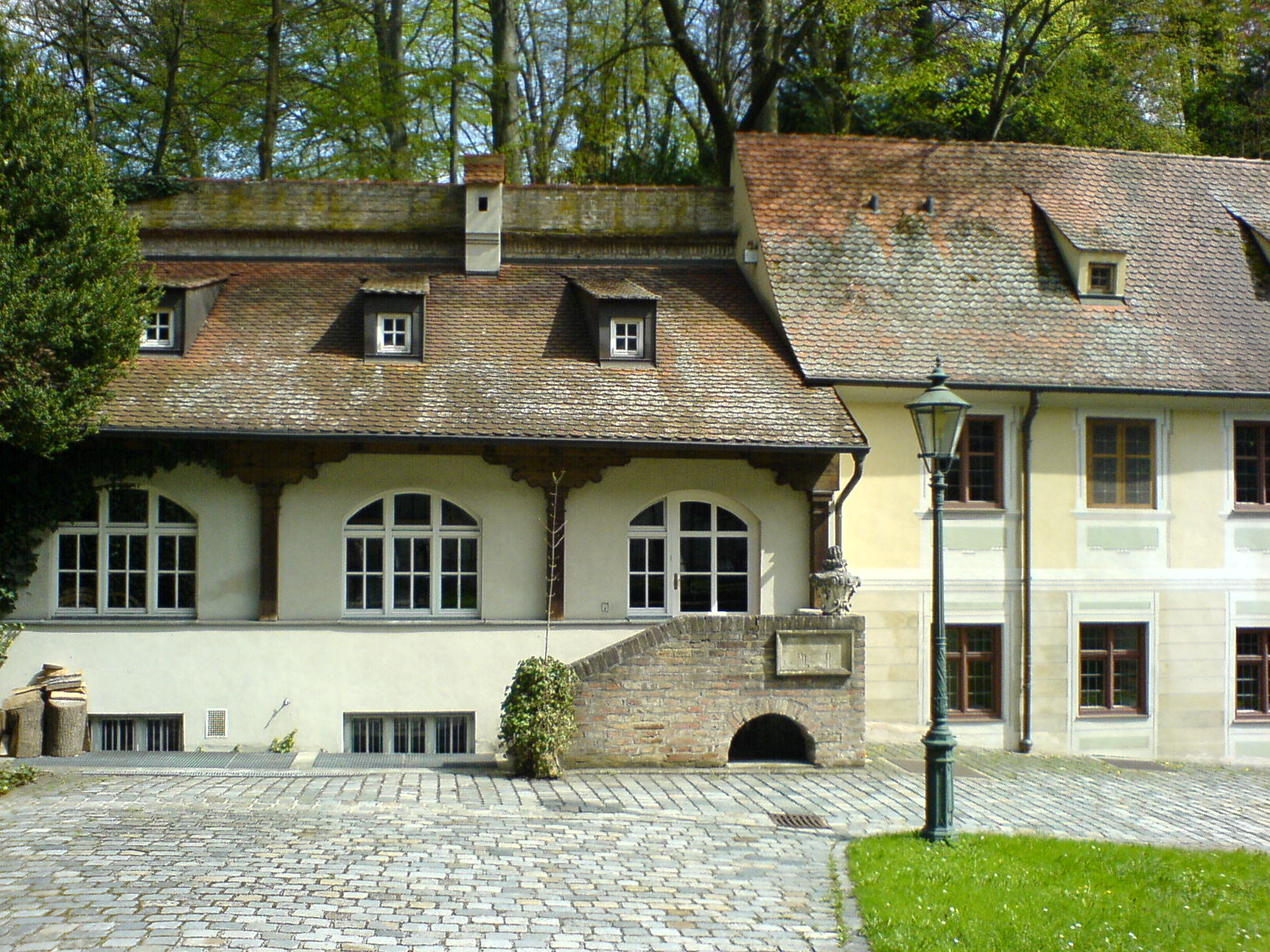
Brunnenmeisterhaus im Handwerkerhof

Das Schwäbische Handwerkermuseum in Augsburg ist ein von der Handwerkskammer für Schwaben betriebenes Museum, in dem detailgetreu nachgebildete Werkstätten alter Handwerksberufe ausgestellt sind.

## Geschichte
Das Museum befindet sich im unteren Brunnenmeisterhaus, das aus dem 18. Jahrhundert stammt und Teil des historischen Ensembles um das Rote Tor, das Heilig-Geist-Spital, das Wasserwerk am Roten Tor und die Wassertürme ist. Der durch Verfall und Kriegsschäden stark in Mitleidenschaft gezogene Bau wurde Anfang der 1980er Jahre von der Handwerkskammer nach historischem Vorbild renoviert. Das Museum wurde im Jahr 1985 eröffnet.

## Ausstellung
Die Dauerausstellung des Handwerkermuseums zeigt historische Werkstätten alter und zumeist ausgestorbener Handwerke wie Bader, Sattler, Schuhmacher, Uhrmacher, Bäcker, Buchbinder oder Posamentierer. Zu sehen sind originale Einrichtungen, Werkzeuge, Arbeitsmaterialien etc.
Ein eigener Teil des Museums ist den Zünften gewidmet. Hier sind unter anderem Zunftwappen, Zunftsteine oder Zunfttruhen zu sehen. Die Exponate des Museums wurden aus ganz Schwaben zusammengetragen.
Das Museum selbst verfügt über eine Ausstellungsfläche von 250 Quadratmetern und nutzt für Sonderausstellungen gelegentlich den benachbarten Kastenturm. Die Besucherzahl hat sich bei jährlich rund 25.000 eingependelt.